# Жилиойський район
Жилио́йський район (каз. Жылыой ауданы, рос. Жылыойский район) — адміністративна одиниця у складі Атирауської області Казахстану. Адміністративний центр — місто Кульсари.

## Населення
Населення — 84908 осіб (2021; 70156 у 2009, 51656 у 1999, 54195 у 1989).
Національний склад (станом на 2016 рік):
- казахи — 77957 осіб (98,31 %)
- росіяни — 683 особи
- татари — 195 осіб
- узбеки — 126 осіб
- каракалпаки — 90 осіб
- корейці — 43 особи
- даргинці — 35 осіб
- азербайджанці — 28 осіб
- чеченці — 28 осіб
- лакці — 10 осіб
- німці — 12 осіб
- грузини — 4 особи
- білоруси — 2 особи
- вірмени — 1 особа
- інші — 75 осіб

## Історія
Утворений 1928 року як Жилокосинський район. 1932 року частина району відійшла до складу Урало-Ембинського району. 1963 року перейменований в Ембинський район. Станом на 1989 рік до складу району входила територія Макатського району. Сучасна назва з 7 жовтня 1993 року.

## Склад
До складу району входять міська та селищна адміністрації, 5 сільських округів:
| Поселення                              | Площа, км² | Населення, осіб (1989) | Населення, осіб (1999) | Населення, осіб (2009) | Населення, осіб (2021) | Центр        | Населені пункти |
| -------------------------------------- | ---------- | ---------------------- | ---------------------- | ---------------------- | ---------------------- | ------------ | --------------- |
| Кульсаринська міська адміністрація     | 358,02     | 32652                  | 38518                  | 51097                  | 64458                  | Кульсари     | 1               |
| Жана-Каратонська селищна адміністрація | 89,73      | -                      | 584                    | 6038                   | 6966                   | Жана-Каратон | 1               |
| Аккізтогайський сільський округ        | 6562,52    | 1210                   | 1337                   | 2232                   | 1454                   | Аккізтогай   | 1               |
| Жемський сільський округ               | 3542,83    | 2619                   | 2864                   | 3144                   | 3441                   | Тургизба     | 3               |
| Караарнинський сільський округ         | 5600,30    | 2310                   | 2478                   | 2789                   | 3110                   | Шокпартогай  | 1               |
| Косчагільський сільський округ         | 12776,85   | 14083                  | 4512                   | 4287                   | 4200                   | Косчагіл     | 2               |
| Майкомгенський сільський округ         | 780,04     | 1321                   | 1363                   | 569                    | 1279                   | Майкомген    | 1               |

## Найбільші населені пункти
Населені пункти з чисельністю населення понад 1000 осіб:
| № | Населений пункт | Населення, осіб (1989) | Населення, осіб (1999) | Населення, осіб (2009) | Населення, осіб (2021) |
| - | --------------- | ---------------------- | ---------------------- | ---------------------- | ---------------------- |
| 1 | Кульсари        | 32652                  | 38518                  | 51097                  | 64458                  |
| 2 | Жана-Каратон    | -                      | 584                    | 6038                   | 6966                   |
| 3 | Косчагіл        | 2465                   | 3790                   | 3935                   | 4049                   |
| 4 | Тургизба        | 1798                   | 2483                   | 2846                   | 3397                   |
| 5 | Шокпартогай     | 1953                   | 2421                   | 2789                   | 3110                   |
| 6 | Аккізтогай      | 1210                   | 1337                   | 2232                   | 1454                   |
| 7 | Майкомген       | 940                    | 1038                   | 379                    | 1279                   |

## Транспорт
Дороги районного значення:
| Індекс   | Назва                          | Довжина, км |
| -------- | ------------------------------ | ----------- |
| KE-GL-01 | Кульсари - Теніз - Прорва      | 169         |
| KE-GL-02 | Каратон - Терен-Озек           | 22,7        |
| KE-GL-03 | Під'їзд до села Тургизба       | 7,1         |
| KE-GL-04 | Під'їзд до селища Жана-Каратон | 1,8         |
| KE-GL-05 | Під'їзд до села Косчагіл       | 2,3         |
| KE-GL-06 | Кульсари - Аккізтогай          | 31,3        |
| KE-GL-07 | Під'їзд до села Шокпартогай    | 10,8        |
| KE-GL-08 | Під'їзд до села Карагай        | 2,3         |
| KE-GL-09 | Під'їзд до села Майкомген      | 2           |

## Культура
Список пам'яток історії і культури місцевого значення:
| №  | Назва                                                                                        | Тип         | Розташування                                                          |
| -- | -------------------------------------------------------------------------------------------- | ----------- | --------------------------------------------------------------------- |
| 1  | Обеліск, присвячений ветерану Другої світової війни Байжану Атагожиєву (1895-1944), 1974 рік | монумент    | 47°05′46″ пн. ш. 54°22′44″ сх. д. / 47.09611° пн. ш. 54.37889° сх. д. |
| 2  | Некрополь Карашунгил, ХVІІІ-початок ХХ                                                       | комплекс    | 46°29′24″ пн. ш. 54°03′32″ сх. д. / 46.49000° пн. ш. 54.05889° сх. д. |
| 3  | Обеліск, присвячений 100-річчю казахстанської нафти, 1999 рік                                | монумент    | 12 км на ПДЗХ від Аккудук, 53 км на ПД від Кульсари                   |
| 4  | Некрополь Акмечеть, ХVІІІ-початок ХХ                                                         | комплекс    | 47°08′32″ пн. ш. 54°46′18″ сх. д. / 47.14222° пн. ш. 54.77167° сх. д. |
| 5  | Некрополь Отен-ата, ХVІІІ-початок ХХ                                                         | комплекс    | 12 км на ЗХ від Косчагіл                                              |
| 6  | Безіменний некрополь, ХІХ                                                                    | комплекс    | 44,1 км на ПДЗХ від Косчагіл                                          |
| 7  | Безіменний некрополь, кінець ХVІІІ-початок ХХ                                                | комплекс    | 46 км на ПДЗХ від Косчагіл                                            |
| 8  | Безіменний некрополь, ХVІІІ-початок ХХ                                                       | комплекс    | 42 км на ПДЗХ від Косчагіл                                            |
| 9  | Безіменний некрополь, ХІХ                                                                    | комплекс    | 44,5 км на ПДЗХ від Косчагіл                                          |
| 10 | Некрополь Марас-ата, кінець ХIX-початок ХХ                                                   | архітектура | 38,3 км на ПДЗХ від Косчагіл                                          |
| 11 | Некрополь Карамола-1, ХIX                                                                    | комплекс    | 46°33′38″ пн. ш. 53°32′47″ сх. д. / 46.56056° пн. ш. 53.54639° сх. д. |
| 12 | Некрополь Даден-ата, 1860                                                                    | комплекс    | 27 км на ПДЗХ від Косчагіл                                            |
| 13 | Некрополь Балі, 2 половина ХІХ-початок ХХ                                                    | комплекс    | 105 км на ПДСХ від Косчагіл                                           |
| 14 | Мечеть Дуйсеке, кінець ХIX                                                                   | архітектура | 47°02′37″ пн. ш. 54°02′10″ сх. д. / 47.04361° пн. ш. 54.03611° сх. д. |
| 15 | Некрополь Ушкан-ата, ХІХ-ХХ                                                                  | комплекс    | 46°35′08″ пн. ш. 54°30′33″ сх. д. / 46.58556° пн. ш. 54.50917° сх. д. |
| 16 | Некрополь Шерлігул, ХVIII-початок ХХ                                                         | комплекс    | 46°30′34″ пн. ш. 55°42′22″ сх. д. / 46.50944° пн. ш. 55.70611° сх. д. |
| 17 | Некрополь Рай, 2 половина ХIX-початок ХХ                                                     | комплекс    | 93,6 км на СХПДСХ від Кульсари                                        |
| 18 | Некрополь Кульсари-ата, кінець ХІХ-початок ХХ                                                | комплекс    | 46°57′10″ пн. ш. 54°00′59″ сх. д. / 46.95278° пн. ш. 54.01639° сх. д. |
| 19 | Некрополь Жельтау-1, 2 половина ХІХ-початок ХХ                                               | комплекс    | 129 км на СХПДСХ від Кульсари, гора Жельтау                           |
| 20 | Некрополь Жельтау-2, 2 половина ХІХ                                                          | комплекс    | 129,5 км на СХПДСХ від Кульсари, гора Жельтау                         |
| 21 | Некрополь Шолабай, ХІХ-початок ХХ                                                            | комплекс    | 46°28′45″ пн. ш. 55°34′18″ сх. д. / 46.47917° пн. ш. 55.57167° сх. д. |
| 22 | Некрополь Шолабай-3, кінець ХІХ-початок ХХ                                                   | комплекс    | 131 км на СХПДСХ від Кульсари, гора Жельтау                           |
| 23 | Некрополь Ортатау, ХІХ-початок ХХ                                                            | комплекс    | 46°31′49″ пн. ш. 55°42′51″ сх. д. / 46.53028° пн. ш. 55.71417° сх. д. |
| 24 | Некрополь Ортатау-2, кінець ХVIII-початок ХХ                                                 | комплекс    | 137 км на СХПДСХ від Кульсари, гора Жельтау                           |
| 25 | Некрополь Кайнар, ХVIII-ХХ                                                                   | комплекс    | 46°11′03″ пн. ш. 56°18′41″ сх. д. / 46.18417° пн. ш. 56.31139° сх. д. |
| 26 | Кургани Іманкара, рання залізна доба                                                         | археологія  | 47°22′33″ пн. ш. 54°26′29″ сх. д. / 47.37583° пн. ш. 54.44139° сх. д. |
| 27 | Печера Іманкара, рання залізна доба                                                          | археологія  | 47°22′33″ пн. ш. 54°26′29″ сх. д. / 47.37583° пн. ш. 54.44139° сх. д. |
| 28 | Курган Тасастау-1, рання залізна доба                                                        | археологія  | 46°14′10″ пн. ш. 56°25′33″ сх. д. / 46.23611° пн. ш. 56.42583° сх. д. |
| 29 | Святилище Тасастау-2, рання залізна доба                                                     | археологія  | 170 км на ПДСХ від Аккізтогай                                         |
| 30 | Поселення Манайсор-1, рання залізна доба                                                     | археологія  | 169 км на ПДСХ від Аккізтогай                                         |
| 31 | Поселення Манайсор-2, рання залізна доба                                                     | археологія  | 169,1 км на ПДСХ від Аккізтогай                                       |
| 32 | Безіменний курган, рання залізна доба                                                        | археологія  | 167 км на ПДСХ від Аккізтогай                                         |
| 33 | Безіменний курган, рання залізна доба                                                        | археологія  | 167,05 км на ПДСХ від Аккізтогай                                      |
| 34 | Безіменний курган, рання залізна доба                                                        | археологія  | 166,95 км на ПДСХ від Аккізтогай                                      |
| 35 | Безіменний курган, рання залізна доба                                                        | археологія  | 166,9 км на ПДСХ від Аккізтогай                                       |
| 36 | Безіменний курган, рання залізна доба                                                        | археологія  | 166,93 км на ПДСХ від Аккізтогай                                      |
| 37 | Безіменний курган, рання залізна доба                                                        | археологія  | 166,99 км на ПДСХ від Аккізтогай                                      |
| 37 | Безіменний курган, рання залізна доба                                                        | археологія  | 166,89 км на ПДСХ від Аккізтогай                                      |
| 38 | Безіменний курган, рання залізна доба                                                        | археологія  | 166,88 км на ПДСХ від Аккізтогай                                      |
| 39 | Безіменний курган, рання залізна доба                                                        | археологія  | 166,87 км на ПДСХ від Аккізтогай                                      |
| 40 | Безіменний курган, рання залізна доба                                                        | археологія  | 166,86 км на ПДСХ від Аккізтогай                                      |
| 41 | Безіменний курган, рання залізна доба                                                        | археологія  | 166,85 км на ПДСХ від Аккізтогай                                      |
| 42 | Безіменний курган, рання залізна доба                                                        | археологія  | 166,91 км на ПДСХ від Аккізтогай                                      |
| 43 | Безіменний курган, рання залізна доба                                                        | археологія  | 167,1 км на ПДСХ від Аккізтогай                                       |
| 44 | Безіменний курган, рання залізна доба                                                        | археологія  | 166,8 км на ПДСХ від Аккізтогай                                       |
| 45 | Безіменний курган, рання залізна доба                                                        | археологія  | 166,9 км на ПДСХ від Аккізтогай                                       |
| 46 | Захоронення Шадман, рання залізна доба                                                       | археологія  | 102 км на ПДЗХ від Косчагіл                                           |
| 47 | Захоронення Шадман-1, рання залізна доба                                                     | археологія  | 102,1 км на ПДЗХ від Косчагіл                                         |
| 48 | Захоронення Шадман-2, рання залізна доба                                                     | археологія  | 102,1 км на ПДЗХ від Косчагіл                                         |
| 49 | Стоянка Сарикамис-6, бронзова доба                                                           | археологія  | 45°54′39″ пн. ш. 53°38′28″ сх. д. / 45.91083° пн. ш. 53.64111° сх. д. |
| 50 | Стоянка Сарикамис-7, неоліт                                                                  | археологія  | 106,7 км на ПДЗХ від Косчагіл                                         |
| 51 | Стоянка Сарикамис-8, неоліт                                                                  | археологія  | 106,5 км на ПДЗХ від Косчагіл                                         |
| 52 | Захоронення Шаянди-1, рання залізна доба                                                     | археологія  | 107,1 км на ПДЗХ від Косчагіл                                         |
| 52 | Захоронення Шаянди-1, рання залізна доба                                                     | археологія  | 107,1 км на ПДЗХ від Косчагіл                                         |
| 53 | Стоянка Шаянди-3, рання залізна доба                                                         | археологія  | 107,2 км на ПДЗХ від Косчагіл                                         |
| 54 | Стоянка Шаянди-4, рання залізна доба                                                         | археологія  | 108 км на ПДЗХ від Косчагіл                                           |
| 55 | Стоянка Шаянди-5, рання залізна доба                                                         | археологія  | 107,5 км на ПДЗХ від Косчагіл                                         |
| 56 | Стоянка Шаянди-6, рання залізна доба                                                         | археологія  | 108,1 км на ПДЗХ від Косчагіл                                         |
| 57 | Стоянка Шаянди-7, рання залізна доба                                                         | археологія  | 106,8 км на ПДЗХ від Косчагіл                                         |
| 58 | Стоянка Шаянди-8, рання залізна доба                                                         | археологія  | 106,6 км на ПДЗХ від Косчагіл                                         |
| 59 | Стоянка Сарикамис-9, рання залізна доба                                                      | археологія  | 106,3 км на ПДЗХ від Косчагіл                                         |
| 60 | Стоянка Сарикамис-10, рання залізна доба                                                     | археологія  | 106,3 км на ПДЗХ від Косчагіл                                         |
| 61 | Стоянка Сарикамис-11, рання залізна доба                                                     | археологія  | 106,3 км на ПДЗХ від Косчагіл                                         |
| 62 | Стоянка Сарикамис-12, рання залізна доба                                                     | археологія  | 106,5 км на ПДЗХ від Косчагіл                                         |
| 63 | Поселення Каратон-1, рання залізна доба                                                      | археологія  | 46,3 км на ПДЗХ від Косчагіл                                          |
| 64 | Поселення Каратон-2, рання залізна доба                                                      | археологія  | 47,8 км на ПДЗХ від Косчагіл                                          |
| 65 | Комплекс Шолабай-2, VI до н.е.-ХІХ н.е.                                                      | археологія  | 133 км на СХПДСХ від Кульсари, гора Жельтау                           |
| 66 | Курган Аралтобе, ІІ-І до н.е.                                                                | святилище   | 47°05′00″ пн. ш. 54°58′16″ сх. д. / 47.08333° пн. ш. 54.97111° сх. д. |
| 67 | Городище Кизилкорган, XVI-XVIII                                                              | археологія  | 31 км на ПНСХ від Кульсари                                            |
| 68 | Фортеця Кизилкала, XIX                                                                       | археологія  | 7 км на ЗХ від Тургизба                                               |